# Trachyliopus androyensis
Trachyliopus androyensis là một loài bọ cánh cứng trong họ Cerambycidae.